# Осада Очакова (лето 1737)
Осада Очакова — одно из сражений русско-турецкой войны 1735—1739 годов. Турецкая (Османская) крепость Очаков была взята русскими войсками под командованием генерал-фельдмаршала Бурхарда Миниха.

## Предыстория
В кампании 1737 года Россия продолжила реализацию плана графа Бурхарда Миниха по завоеванию Крыма. Для реализации этого плана русское правительство по настоянию графа Миниха и кабинет-министра графа Андрея Остермана отвергло предложение Австрийского двора о направлении русской армии в Валахию для помощи имперским войскам. Было решено, что армии будут наступать отдельно, но в одно время и «при коммуникации отдельных армий, русской и австрийской».
Для наступления были выбраны две цели — Крым и Очаков, при этом было решено наступать не одной, а двумя армиями. Армия генерал-фельдмаршала Петра Ласси должна была наступать на Крым. Целью армии графа Миниха определялся Очаков.

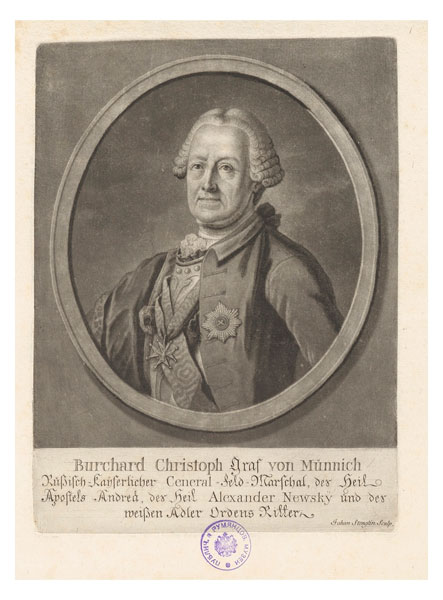
Генерал-фельдмаршал граф Буркхарт Христофор фон Ми́них

По сведениям, которыми располагало русское командование, турки планировали развернуть в Очакове огромный гарнизон в 40 000 турок и 50 000 крымских татар. Для обеспечения наступления на Очаков Миних планировал развернуть не менее многочисленную армию. Планировалось, что в составе армии будут: три батальона гвардии в 2757 чел., 401 чел. гвардейской кавалерии, 30 полков пехоты в 50 580 чел., 21 кавалерийский полк в 25 851 чел., 9 полков ландмилиции в 9693 чел., 6—7 тыс. донских казаков, 6000 гетманских и 6000 запорожских казаков, 1000 слободских казаков и отряд гусар и валахов. Артиллерия должна была составить 389 орудий при 2842 артиллеристах. Армия делилась на три дивизии: первая генерал-фельдцейхмейстера принца Людвига Гессен-Гомбургского, вторая генерал-аншефа графа Александра Румянцева, третья генерал-лейтенанта Михаила Леонтьева.
По утверждённому императрицей Анной плану наступление должно было начаться не позднее конца марта, но в условиях зимы сборы армии вызвали определённые трудности. Одной из сложностей оказалась неготовность Брянской (Днепровской) флотилии, которая должна была обеспечивать, сопровождать и поддерживать армию при военных действиях. В результате было принято решение, не дожидаясь достройки флотилии, нанять суда у населения и запорожских казаков. Но этим сложности не ограничились. 21 марта Миних доносил в Петербург, что большая часть полков ещё не укомплектована личным составом и лошадьми, не хватает верхнего и нижнего мундиров, палаток, фуража и телег, а запорожцы не смогли предоставить необходимого числа лодок. Фельдмаршал отмечал, что из-за зимней службы и разбросанности зимних квартир, нижние чины недостаточно обучены. Были ещё неготовы форты и редуты для поддержки коммуникаций в степи. Выяснилось, что донские казаки не смогут прибыть в армию в назначенный срок, что усложняло действия против белгородских, ногайских и бурджакских татар в период похода. Из-за неготовности брянской флотилии становились неясными сроки прибытия осадной артиллерии под Очаков и возникли проблемы с переправкой через Буг. Ширина реки не позволяла использовать понтоны, а мосты должны были прибыть из Брянска вместе с флотилией. Задерживались 20 000 ружей из Тулы, которые были отправлены через Брянск.
Пока собиралась армия и решались возникавшие проблемы, к Миниху поступали известия про состояние турецкой армии. Сообщалось, что Великий визирь стоит в Исакче с 20-тысячным отрядом и собирает армию, которая по планам должна быть в 150 тысяч человек. В Бендерах, Очакове и Хотине пытаются собрать большие гарнизоны, но сбор войск идет крайне медленно и в Бендерах уже стоит только 12—15 тыс., в Очакове 6—7 тыс., в Хотине — 7 тыс. человек. В то же время, турки обеспечили связь между Очаковым и Бендерами для обеспечения скорой переброски войск в Очаков: через Днепр построили два моста, а татарам было приказано на всем пути от Бендер до Очакова нарыть колодцев. Буржакские и ногайские татары в количестве 40 000 человек собрались у Бендер и Каушан и должны идти за Буг, но у них ещё мало лошадей. Так же стало известно, что в Крым перебрасывается 30 000 человек из Персии и 20 000 ногайских татар.

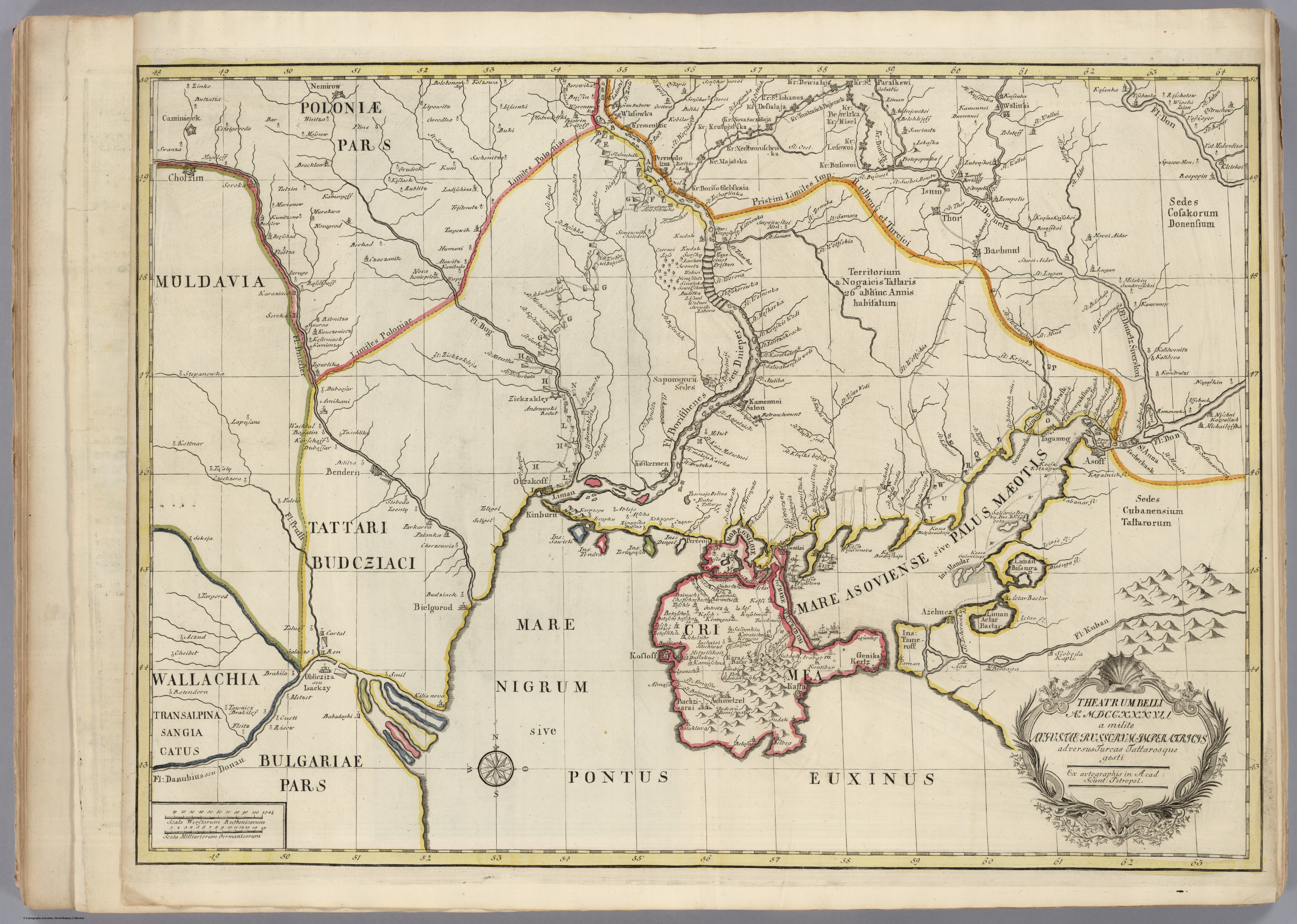
Театр военных действий в 1737 году. На карте показан маршрут армии Миниха к Очакову.

Имея такие сведения, граф Миних принял решение выступить на Очаков, не дожидаясь сбора всей армии. 1 июня 1737 года армия Миниха выступила к Бугу. В армии насчитывалось 60 000—70 000 человек личного состава: 3 батальона гвардейской пехоты, 29 пехотных полков, 20 драгунских полков, 2 эскадрона конной гвардии, 1 эскадрон кирасирского графа Миниха полка, регулярная рота Слободских казачьих полков, 9 полков ландмилиции, 1600 гусар и около 13000 казаков. В связи с нехваткой волов для перевозки артиллерии, фельдмаршал приказал взять с собой только 18 18-фунтовых пушек и 10 мортир.
14 июня армия переправилась через Ингул, а 15 июня к армии сумели доставить ещё 25 полевых пушек, 10 гаубиц и 20 6-фунтовых мортирцев. Выдвинувшись к Бугу, Миних узнал, что в месте, которое назначено для переправы, стоят татары. 17 и 18 июня произошли мелкие стычки между русскими разъездами и отрядами татар в 200—300 человек. Имея перед собой противника, фельдмаршал изменил порядок движения армии. Помимо разъездов, был выделен авангард под командой генерал-лейтенанта Джеймса Кейта. 20 июня армию догнали 4000 донских казаков. 27 июня авангард вышел к Бугу и переправился под прикрытием гренадерских рот. 1 июля вся армия переправилась через реку.
После переправы Миних решил выдвинуться к Очакову скорым маршем. 5 июля, пройдя 18 верст, фельдмаршал оставил тяжелый обоз под командой генерала Леонтьева, оставив для прикрытия треть всей армии. 9 июля разъезд донских казаков сумел захватить несколько пленных, которые сообщили, что они были посланы из Очакова для разведки, а в крепости сейчас стоит 10 000 человек и скоро ожидаются подкрепления. 10 июля в 12 верстах от Очакова произошло первое крупное столкновение. Высланные против противника казаки вынуждены были отступить, но посланные в подкрепление гусары, драгунский полк и 2 пехотных полка с артиллерией смогли принудить противника к отступлению. Захваченные пленные показали, что они происходят из прибывшего накануне в Очаков подкрепления и гарнизон теперь состоит из 20 000 человек, а столкнулись русские с пятитысячным отрядом лучшей кавалерии, высланным против них. К ночи русская армия подошла к Очакову.

## Осада
Подойдя к Очакову на пушечный выстрел, русские увидели, что предместья подожжены по приказу коменданта крепости. Граф Миних приказал армии стоять ночь «в ружье».
Крепость была достаточно сильно укреплена, представляя собой замок с тремя линиями стен с форштадтами. Гарнизон крепости состоял из 22 000 человек под командой сераскира Хатибзаде Яхьи-паши и коменданта двухбунчужного паши Мустафы. Артиллерия крепости состояла из 98 пушек, 7 мортир и 1 гаубицы.

Турецкие янычары

Решив немедленно штурмовать крепость, Миних утром 11 июля приказал окружить крепость по суше. Перед пехотными полками поставили рогатки, а перед кавалерией — вагенбурги. Когда русская армия ещё занимала назначенные позиции, гарнизон крепости сделал неожиданную вылазку. 15 000 человек двумя колоннами атаковали фланги армии Миниха, стараясь нанести основной удар по слабому правому флангу русской армии, где стояли донские казаки. Сражение длилось два часа. Миних перебросил на правый фланг подкрепления под командой генерал-лейтенанта Ульриха Левендаля и туркам пришлось отступить. Потери русской армии составили 200 человек убитыми.
Для предотвращения возможных атак в будущем, фельдмаршал приказал на всем протяжении осадной линии построить 5 редутов и 4 эполемента. К ночи, для выполнения этих задач, было выделено 5000 человек для работ и 5000 для прикрытия. Твердость грунта сильно мешала работам и в помощь было выделено ещё 2000 человек. Но к утру удалось построить только два редута на правом фланге у моря. Сооружение двух средних редутов не привело к успеху и армию пришлось оттуда вывести. Левофланговый редут вообще не был начат. Отряд, который был выделен для работ, заблудился в ночи и попал во рвы форштадта, где проблуждал всю ночь.
12 июля в 6 часов утра турки с форштадтов открыли ружейный огонь по передовым позициям русской армии. Ожидая атаки противника, граф Миних привёл армию в боевую готовность, разделив её на две равные части. Первую часть армии составляли передовые полки. Вторая часть под командой принца Гессен-Гомбургского составляла огромный резерв. После продолжительной перестрелки граф Миних сам приказал начать атаку. Центром командовал Кейт, левым флангом — Левендаль, правым — Румянцев. Сам Миних находился на правом фланге с генералом Румянцевым. Выбив турок из форштадта, русские войска подошли к контр-эскарпу на расстояние ружейного выстрела. Такая перестрелка продолжалась до темноты. Одновременно Миних приказал выдвинуть 13 пушек, 8 мортир и 4 гаубицы для подготовки штурма.

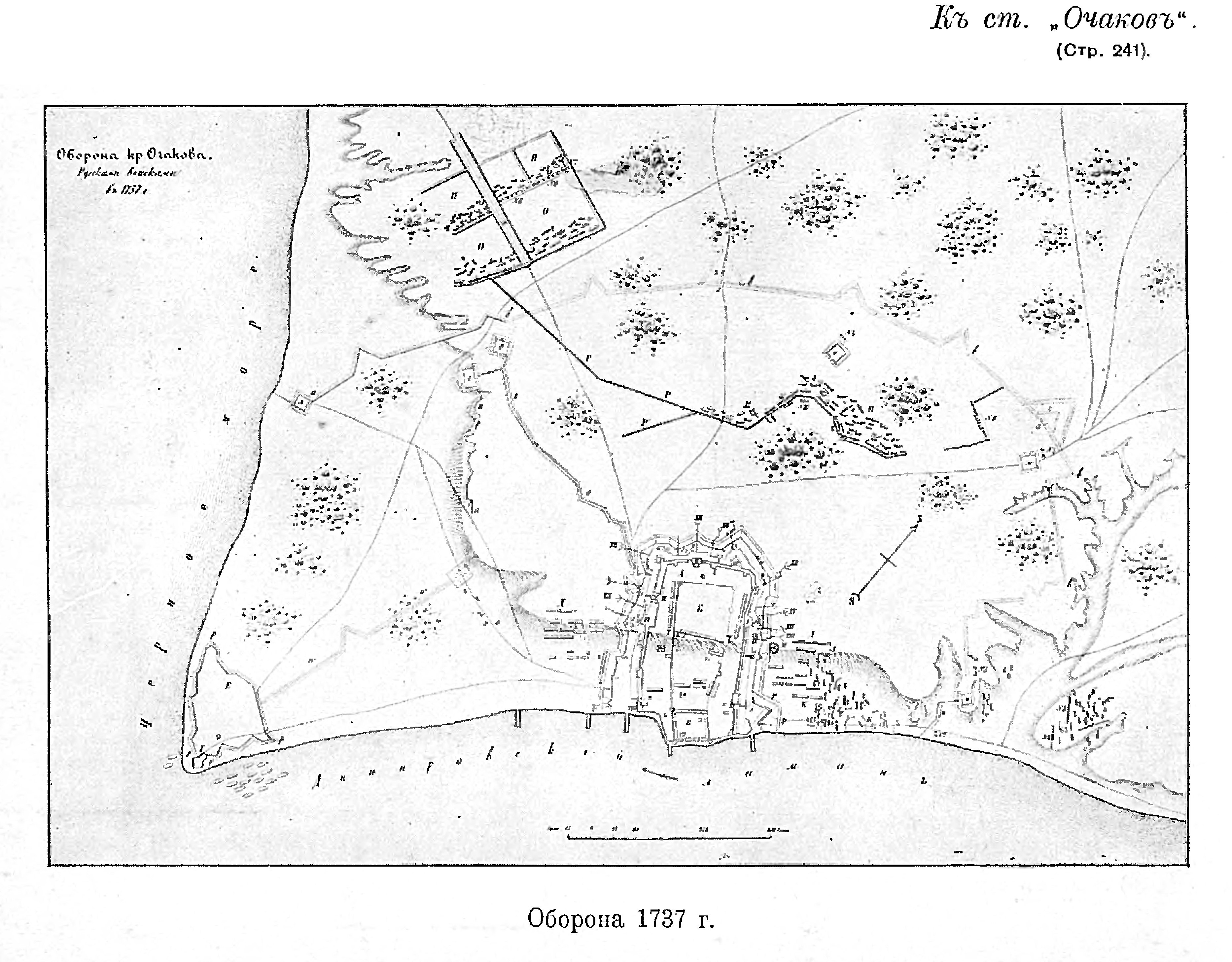
Карта из «Военной энциклопедии»

Артиллерию расположили сразу за валами форштадта, без дополнительных укреплений. Как только артиллерия заняла позиции, был начат обстрел крепости, который продолжался всю ночь. Долгое время туркам удавалось быстро тушить возникавшие пожары, но за час до рассвета начался пожар в центре города. Чтобы помешать тушить пожар, русские сосредоточили огонь мортир на этом месте и скоро огнём было охвачено несколько улиц. Граф Миних решил воспользоваться моментом и начать штурм. Полки генерала Кейта должны были подготовить штурм сильным ружейным огнём. Вскоре вся армия получила приказ к штурму, но выдвинувшись к крепости, натолкнулась на ров. Войска не имели при себе приспособлений для преодоления рва и оказались открытыми перед турками, которые открыли по ним огонь. Русские вступили в перестрелку, одновременно пытаясь найти способ переправиться. Перестрелка была столь ожесточенной, что вскоре у обеих сторон закончились боеприпасы. После этого русские и турецкие солдаты принялись кидаться друг в друга лопатками, кирками, топорами, камнями и землей. Убедившись в невозможности дальнейшего штурма, русские войска начали беспорядочно отступать. Турки, воспользовавшись этим, сделали небольшую вылазку и нанесли дополнительный урон армии противника.
Штурм окончился неудачей, но одновременно турки, занятые отражением русских, бросили тушить пожар. В результате распространения огня 13 июля в 9 часов утра произошёл взрыв главного порохового погреба, где хранилось 500 бочек с порохом. В результате взрыва погибло около 6000 человек. После этого, поняв, что не в силах потушить огромный пожар, сераскир начал переговоры о сдаче. Представители турок запросили у Миниха 24 часа на перемирие, но фельдмаршал отказал. Граф дал противнику час на размышление и капитуляцию, заявив, что после пощады никому не будет. Сераскир попытался бежать на галеры, но казаки и гусары перерезали путь к отступлению, прорваться к галерам смогли только около 200 человек. После этого сераскир капитулировал.

## Потери сторон
В плен к русским сдались сераскир трёхбунчужный Хатибзаде Яхья-паша, комендант двухбунчужный Мустафа-паша, 30 высших офицеров, 60 младших офицеров и 3174 нижних чинов. В крепости русские обнаружили и погребли 16 000 трупов. Среди трофеев были 100 медных и 22 чугунных пушки, 9 медных мортир, 9 бунчуков, 8 булав, 7 серебряных щитов и 300 знамён.
Русские потери составили: убитыми — 47 офицеров и 957 нижних чинов; ранеными — 5 генералов, два бригадира, 27 штаб-офицеров, 55 обер-офицеров и 2750 нижних чинов. У самого Миниха была убита лошадь и пробит пулей мундир, но ранения граф избежал.